# 冒顶事故
冒顶事故指矿井开采过程中上部矿岩层塌落现象，是煤矿主要事故之一。
冒顶在所有事故中占60%以上，伤亡人数占40%以上，煤层越厚越易发生。